# リトル・チャロ ケータイで試そうあなたの英語力
『リトル・チャロ ケータイで試そうあなたの英語力』（リトル・チャロ ケータイでためそうあなたのえいごりょく）は、NHK教育で計4回放送された特別番組。

## 概要
「リトル・チャロ」シリーズの一環で放送された双方向型英語テスト。
放送は生放送で行われ、番組で出題される問題に自分の携帯電話を使って回答する方式となっている。データは瞬時に集計される仕組みとなっていて、回答した答えが正解・不正解がわかるほか、全国順位などを知ることができた。
参加方法は、本番組の始まる当日から番組終了までの好きな時間に、参加登録を「リトル・チャロ」の携帯サイトで済ませる、というものであった。生放送中でも途中参加ができ、参加して最初に回答した問題から集計された。
問題作成は東京大学准教授で認知言語学者の西村義樹。
「リトル・チャロ」シリーズの一環として放送されたが、ほとんどの問題は「リトル・チャロ」の内容・復習とは関係なく出題されており、あくまで自分の英語力を確かめるためのものである。

## 第1回
- タイトル：生放送特番!!リトル・チャロ ケータイで試そうあなたの英語力
- 放送日：2008年7月27日（日曜日）
- 放送時間：22:00～23:30
- 出演者優勝者：マリー

### 司会者
- SHELLY
- 稲塚貴一（NHKアナウンサー）
- Michael Rivas

### 出演者
- 坂本麻紀子
- 石川雅宗
- マリー
- 瀧上伸一郎
- 大野瑠衣
- 千秋
- KABA.ちゃん

### データ
- 総登録者数：19741人
  - 男性：6459人
  - 女性：13282人
- 全国平均点：39.4点
  - 男性：38.9点
  - 女性：39.6点

## 第2回
- タイトル：リトル・チャロ ケータイで試そうあなたの英語力2
- 放送日：2008年10月19日（日曜日）
- 放送時間：22:00～23:30
- 出演者優勝者：石川雅宗

### 司会者
- SHELLY
- 小松宏司（NHKアナウンサー）
- Michael Rivas

### 出演者
- 坂本麻紀子
- 石川雅宗
- マリー
- 瀧上伸一郎
- 大野瑠衣
- 上原さくら
- 藤田朋子

### データ
- 総登録者数：22963人
  - 男性：7951人
  - 女性：15012人
- 全国平均点：39.4点
  - 男性：40.5点
  - 女性：39.2点

## 第3回
- タイトル：リトル・チャロ ケータイで試そうあなたの英語力3
- 放送日：2009年1月11日（日曜日）
- 放送時間：22:00～23:30
- 出演者優勝者：石川雅宗

### 司会者
- SHELLY
- 稲塚貴一（NHKアナウンサー）
- Michael Rivas

### 出演者
- 坂本麻紀子
- 石川雅宗
- マリー
- 瀧上伸一郎
- 大野瑠衣
- ルー大柴
- 森理世

### データ
- 総登録者数：25046人
  - 男性：8305人
  - 女性：16741人
- 全国平均点：50.9点
  - 男性：50.8点
  - 女性：50.9点

## 第4回
- タイトル：リトル・チャロ ケータイで試そうあなたの英語力4
- 放送日：2009年3月22日（日曜日）
- 放送時間：22:00～23:30
- 出演者優勝者：森理世

### 司会者
- SHELLY
- 小松宏司（NHKアナウンサー）
- Michael Rivas

### 出演者
- 坂本麻紀子
- 石川雅宗
- マリー
- 瀧上伸一郎
- 森理世
- 山口もえ

（大野瑠衣は欠席。）

### データ
- 総登録者数：25553人
  - 男性：9778人
  - 女性：15775人
- 全国平均点：45.5点
  - 男性：45.1点
  - 女性：45.8点